# Aechmea blanchetiana
Espèce
Classification phylogénétique
Aechmea blanchetiana est une espèce de plantes à fleurs de la famille des Bromeliaceae, endémique de la région de Bahia au Brésil.

## Synonymes
- Aechmea laxiflora (Baker) Mez
- Aechmea remotiflora Mez
- Streptocalyx laxiflorus Baker
- Tillandsia blanchetiana Baker[2]

## Galerie

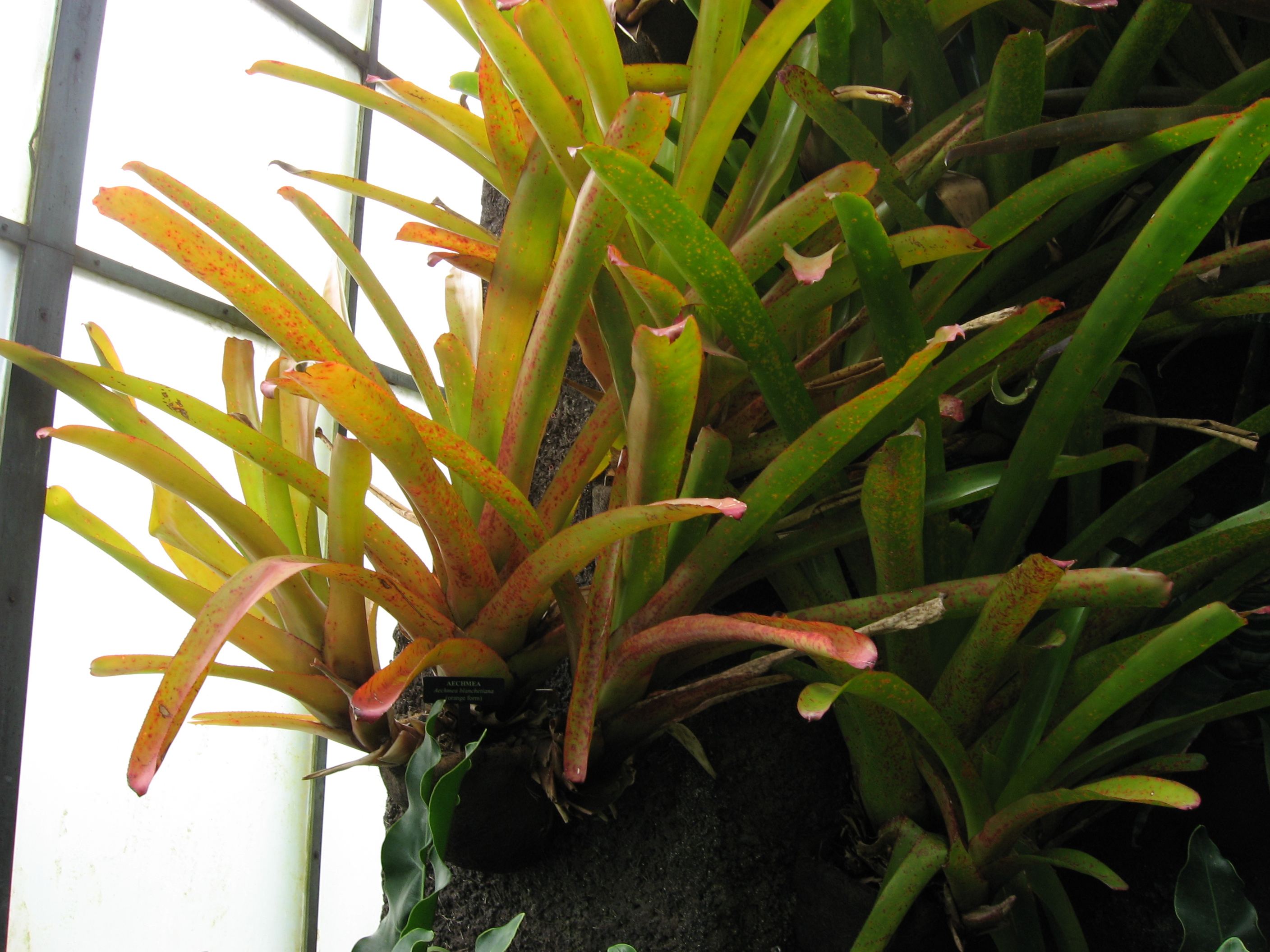
forme orange de 'Aechmea blanchetiana
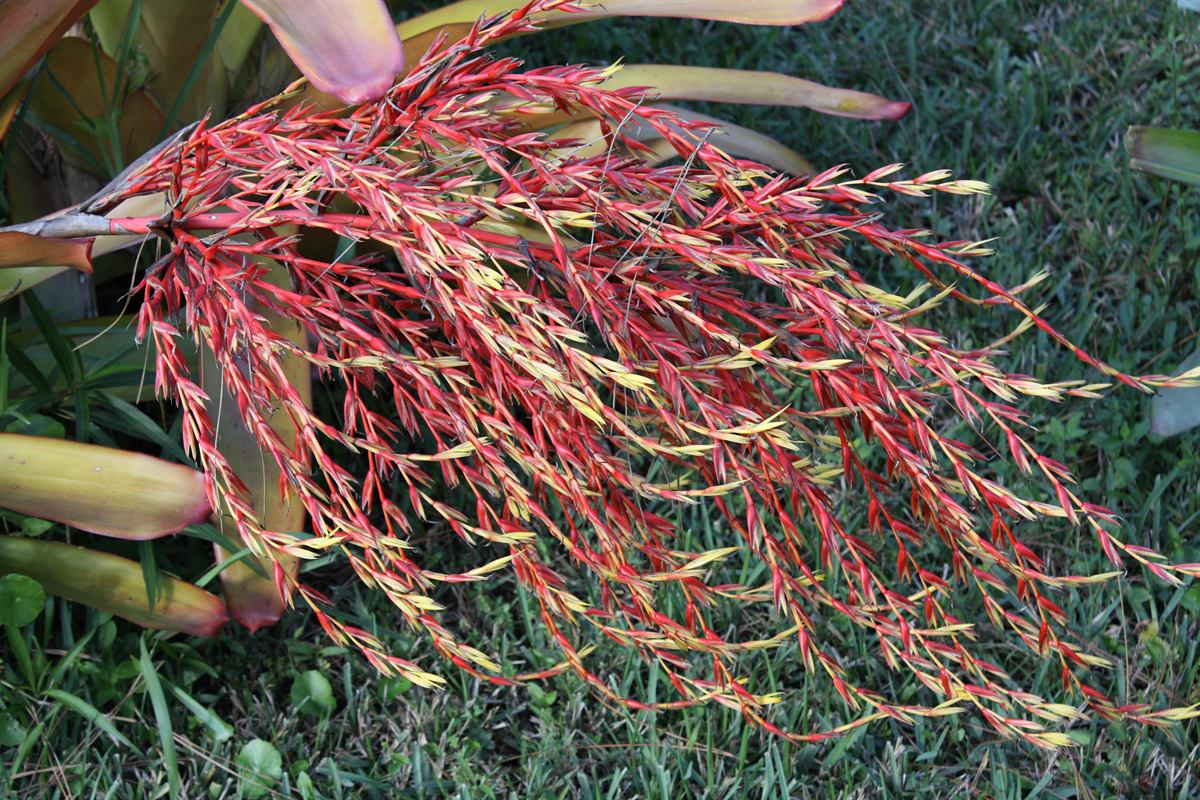
Inflorescence